# 10808 Digerrojr
10808 Digerrojr eller 1993 FT5 är en asteroid i huvudbältet som upptäcktes den 17 mars 1993 av UESAC vid La Silla-observatoriet. Den är uppkallad efter Digerrojr på Gotland.
Asteroiden har en diameter på ungefär 9 kilometer och den tillhör asteroidgruppen Eos.